# Villa Thiene
La Villa Thiene es una villa del siglo XVI relacionada con el arquitecto Andrea Palladio. Se encuentra en el municipio italiano de Quinto Vicentino. Recibe su nombre de la familia Thiene que la encargó, lo mismo que el Palacio Thiene de Vicenza. El edificio tal como actualmente se le conoce fue solo en parte diseñado por Palladio. A pesar de ello, desde 1996, la villa se conserva como parte de «La ciudad de Vicenza y las villas palladianas del Véneto», conjunto Patrimonio de la Humanidad.

## Historia

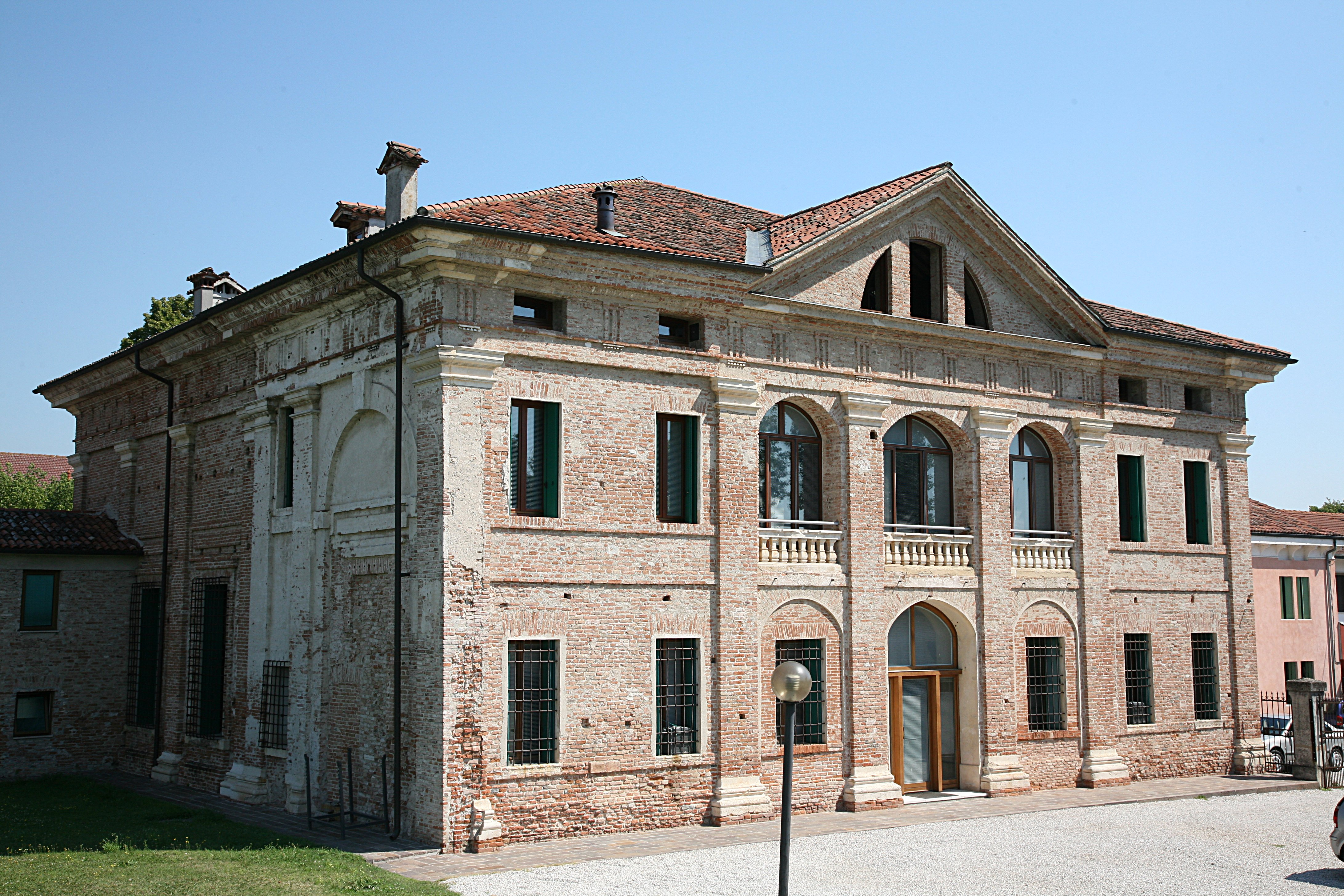
Vista de la actual fachada posterior; es susceptible de debate cuánto del diseño puede atribuirse a Palladio, pero hay detalles palladianos visibles en el lado de la izquierda del edificio.

La villa Thiene de Quinto Vicentino, fue construida por Palladio a partir del año 1542, probablemente basándose en un proyecto de Giulio Romano. Fue un encargo de Marcantonio y Adriano Thiene.
El proyecto fue redactado entre el 1542 y 1543, contemporáneo al palacio Thiene, y lo más probable es que la construcción se paralizase en los años cincuenta: la muerte de Adriano (acontecida en la corte de Francia, al servicio de Francisco II y el traslado de los intereses familiares a la zona de Ferrara, después de la adquisición del feudo y del título de conde de Scandiano por parte de Ottavio, hijo de Marcantonio, son probablemente las razones que explican el carácter inacabado de la fábrica.
En 1614 Íñigo Jones documenta en su copia de Los cuatro libros de arquitectura el estado inacabado del edificio, al que faltaba la bóveda de la logia. Fue remodelada de manera importante por Francesco Muttoni en los años anteriores a 1740, quien le dio al edificio su aspecto actual. Conservando los apartamentos ejecutados, eliminó la gran logia y creó una nueva fachada principal hacia el sur. Así que lo que debían ser los flancos se convierten en las fachadas actuales, con una rotación de noventa grados. En las dos habitaciones de la izquierda permanecieron los frescos realizados por Giovanni Demio en los primeros años cincuenta.
La actual fachada era probablemente la prevista para una de las alas agrícolas de la villa, donde Palladio planeaba graneros, bodegas y establos.
La fachada del jardín de Villa Thiene puede atribuirse a Muttoni. Tanto la ventana termal en el gablete de remate y los portales en la parte central son desagradables. Estos elementos no pueden reconciliarse con el idioma formal de Palladio.

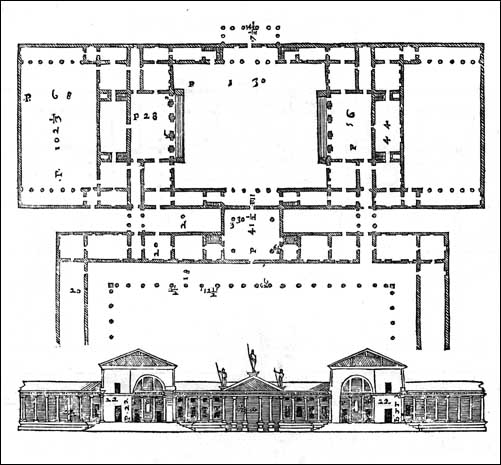
Diseño de Palladio para la villa (en su mayor parte, sin realizar) de Los cuatro libros de arquitectura.

## Arquitectura
La fachada da al río Tesina, y se situaba en el centro de dos grandes explotaciones agrícolas de los Thiene.
Una versión de la villa está ilustrada y debatida en Los cuatro libros de arquitectura publicación del arquitecto del año 1570, auténtico hito de la arquitectura. Palladio diseñó un imponente patio que nunca se acabó. El proyecto preveía una solución bien distinta a la de las otras villas palladianas: la construcción está dominada por una gran logia con bóveda de cañón, más alta que el resto del edificio, mientras que el exterior se articula con lesenas dóricas, redobladas en los lados cortos. La estructura se ejecutó con ladrillos -originalmente cubiertos de estuco, pero en la actualidad a la vista- con un uso limitado de piedra blanca en las bases, los capiteles, los vierteaguas de las ventanas y en los ángulos de la cornisa y del tímpano. El resto de las partes destacadas se ejecutó en terracota. La sala está en mitad de la villa, y las grandes habitaciones están abovedadas.